# Scolecenchelys
Scolecenchelys – rodzaj ryb promieniopłetwych z podrodziny Myrophinae w obrębie rodziny żmijakowatych (Ophichthidae).

## Rozmieszczenie geograficzne
Do rodzaju należą gatunki występujące w wodach Oceanu Indyjskiego (w tym Morze Czerwone) i Oceanu Spokojnego.

## Morfologia
Długość ciała do 60 cm; brak danych dotyczących masy ciała.

## Systematyka
Rodzaj zdefiniował w 1897 roku irlandzko-australijski ichtiolog James Douglas Ogilby w artykule poświęconym nowym rodzajom i gatunkom ryb, opublikowanym w czasopiśmie Proceedings of the Linnean Society of New South Wales. Gatunkiem typowym jest (oryginalne oznaczenie (również monotypowe)) S. australis.

### Etymologia
- Scolecenchelys (Scolenchelys): gr. σκωλεξ skōlex, σκωληκος skōlēkos ‘larwa, robak’; εγχελυς enkhelus ‘węgorz’[7].
- Myropterura: gr. mυros muros ‘gatunek węgorza morskiego’; πτερον pteron ‘skrzydło, płetwa’; ουρα oura ‘ogon’[2]. Gatunek typowy (oznaczenie monotypowe): Myropterura laticaudata Ogilby, 1897.
- Aotea: Aotea, Porirua, Nowa Zelandia[4]. Gatunek typowy (oznaczenie monotypowe): Aotea acus Phillipps, 1926 (= Muraenichthys breviceps Günther, 1876).

### Podział systematyczny
Do rodzaju należą następujące gatunki:

- Scolecenchelys acutirostris (Weber & de Beaufort, 1916)
- Scolecenchelys aoki (Jordan & Snyder, 1901)
- Scolecenchelys australis (Macleay, 1881)
- Scolecenchelys brevicaudata Hibino & Kimura, 2015
- Scolecenchelys breviceps (Günther, 1876)
- Scolecenchelys castlei McCosker, 2006
- Scolecenchelys chilensis (McCosker, 1970)
- Scolecenchelys cookei (Fowler, 1928)
- Scolecenchelys fuscapenis McCosker, Ide & Endo, 2012
- Scolecenchelys fuscogularis Hibino, Kai & Kimura, 2013
- Scolecenchelys godeffroyi (Regan, 1909)
- Scolecenchelys gymnota (Bleeker, 1857)
- Scolecenchelys iredalei (Whitley, 1927)
- Scolecenchelys laticaudata (Ogilby, 1897)
- Scolecenchelys macroptera (Bleeker, 1857)
- Scolecenchelys nicholsae (Waite, 1904)
- Scolecenchelys profundorum (McCosker & Parin, 1995)
- Scolecenchelys puhioilo (McCosker, 1979)
- Scolecenchelys robusta Hibino & Kimura, 2015
- Scolecenchelys vermiformis (Peters, 1866)
- Scolecenchelys xorae (Smith, 1958)